# Roger Taillibert
Roger Taillibert (21. ledna 1926 – 3. října 2019) byl francouzský architekt a designér.

## Život
Narodil se 21. ledna 1926 v Châtres-sur-Cher.
Zasloužil se o návrh Parku princů v Paříži a Olympijského stadionu v kanadském Montrealu.
Za svůj život byl několikrát vyznamenán francouzskou vládou – Řád čestné legie, Národní řád za zásluhy, Řád akademických palem a Řád umění a literatury.
Zemřel 3. října roku 2019 v Paříži.

## Dílo
- Sportovní a kulturní centrum Chamonix North
- Parku princů v Paříži
- Stadion Lille-Metropole v Lille
- Olympijský stadion v Montrealu
- Montreal Biodome v Montrealu
- Olympijský bazén v Montrealu
- ASPIRE Academy v Kataru
- Důstojnický klub a hotel ozbrojených sil v Abu Dhabi
- Lucemburské národní sportovní a kulturní centrum, známé spíše jako d'Coque